# Peter Funnekötter
Peter Funnekötter   (Münster, 11 de juny de 1946) és un remer alemany, ja retirat, que va competir sota bandera de la República Federal Alemanya durant les dècades de 1960 i 1970.
El 1972 va prendre part en els Jocs Olímpics d'Estiu de Múnic, on guanyà la medalla de bronze en la prova del quatre sense timoner del programa de rem. Formà equip amb Joachim Ehrig, Franz Held i Wolfgang Plottke.
En el seu palmarès també destaca una medalla de plata al Campionat del Món de rem de 1970 i una de bronze al Campionat d'Europa de rem. A nivell nacional guanyà el campionat de la República Federal Alemanya del vuit amb timoner de 1973.